# Revisión de literatura
Una revisión de literatura, o revisión bibliográfica,  es un trabajo que analiza y discute artículos e informes, generalmente científicos y académicos, publicados en o sobre un área del conocimiento.
Los informes científicos pueden ser de carácter empírico, teórico, crítico, analítico o metodológico.
La revisión de literatura es una actividad que se lleva a cabo como parte del desarrollo de una propuesta de tesis de investigación o disertación. En este caso, la revisión forma parte importante del texto y su propósito es proporcionar un contexto y una justificación de la investigación a llevarse a cabo.

## Objetivo
La revisión de literatura o bibliográfica es uno de los elementos más importantes de las tesis de investigación. 
Sus principales objetivos son:
- Distinguir lo que se ha hecho de lo que se necesita
- Descubrir variables importantes, relevantes al tema
- Sintetizar y adquirir una nueva perspectiva
- Identificar la relación entre ideas y la práctica
- Establecer el contexto del tema o problema
- Racionalizar el significado del problema
- Mejorar y adquirir vocabulario sobre el tema
- Relacionar ideas y teoría con las aplicaciones
- Identificar la metodología principal y las técnicas de investigación que se han usado hasta el momento
- Colocar la investigación en un contexto histórico para demostrar familiaridad con los últimos adelantos

## Habilidades
Una buena revisión requiere el  conocimiento de  en el uso de índices y resúmenes, la habilidad de conducir búsquedas bibliográficas exhaustivas, la habilidad de organizar la información recogida de manera que tenga significado, describir, criticar y relacionar cada fuente con el tema de la consulta, y presentar la revisión de una manera lógicamente organizada, y por último, la habilidad de citar y referenciar correctamente todas las fuentes.

## Tipos
Revisión sistemática: Es un método que se basa en la rigurosidad y transparencia  para sintetizar la evidencia existente sobre una pregunta de investigación específica. Sigue un protocolo detallado y utiliza métodos estadísticos para combinar los resultados de múltiples estudios.
Metaanálisis: Es un tipo de revisión sistemática que se enfoca en realizar  un análisis estadístico de los datos combinados de varios estudios, con la finalidad de obtener una estimación más precisa del efecto de una intervención.
Revisión narrativa: Es un enfoque que se basa en la descripción y síntesis cualitativa de la literatura, sin seguir un protocolo rígido.
Revisión integrativa: Busca integrar la evidencia de diferentes disciplinas para obtener una comprensión más amplia de un fenómeno al combinar diversas perspectivas teóricas y metodológicas.
Revisión rápida: Es una revisión acelerada que busca identificar de manera rápida la evidencia disponible sobre un tema específico, pero sin profundizar en una evaluación crítica de cada estudio.
Revisión scoping: Se enfoca en mapear la literatura existente sobre un tema, identificando su amplitud y profundidad, así como las lagunas de conocimiento por lo que se suele usar para  explorar  nuevos campo de investigación.